# 6164 Gerhardmüller
(6164) Gerhardmüller, denumire internațională (6164) Gerhardmuller, este un asteroid din centura principală de asteroizi.

## Descriere
6164 Gerhardmüller este un asteroid din centura principală de asteroizi. A fost descoperit pe 9 septembrie 1977 la Observatorul de Astrofizică din Crimeea de Nikolai Cernîh. Asteroidul prezintă o orbită caracterizată de o semiaxă mare de 2,24 ua, o excentricitate de 0,19 și o înclinație de 4,8° în raport cu ecliptica.